# Leptoscela
Leptoscela  es un género de plantas con flores perteneciente a la familia de las rubiáceas. Incluye una sola especie: Leptoscela ruellioides Hook.f. (1873).
Es nativo de Brasil.